# Amtsbetrieb
Der Amtsbetrieb ist eine Prozessmaxime, wonach die Einleitung und der Fortgang eines Verfahrens sowie die notwendigen Ermittlungen von Amts wegen zu erfolgen haben unabhängig von entsprechenden Anträgen der Beteiligten. Wichtigste Beispiel sind die im Strafprozess geltende Offizialmaxime sowie der Ermittlungsgrundsatz in verwaltungsgerichtlichen Verfahren.  Der Amtsbetrieb gilt auch im Verfahren der Freiwilligen Gerichtsbarkeit.
Im Zivilprozess gilt hingegen der Parteibetrieb als Ausfluss der Dispositionsmaxime. Danach hängen Einleitung und Fortgang des Verfahrens von entsprechenden Prozesshandlungen der Prozessparteien ab.